# Ante Razov
Ante Razov, né le 2 mars 1974 à Wittier (Californie), est un ancien joueur international américain de soccer.